# Барон Феррерс из Гроуби
Барон Феррерс из Гроуби (англ. baron Ferrers of Groby) — средневековый английский дворянский титул, существовавший в 1299—1554 годах. Обладатели титула владели поместьем Гроуби (графство Лестершир). Титул был конфискован в 1554 году, но в 1603 был воссоздан под названием Барон Грей из Гроуби (англ. Baron Grey of Groby).

## История титула
Титул был создан 29 декабря 1299 года, когда в английский парламент был вызван как 1-й барон Феррерс из Гроуби Уильям де Феррерс, сын сэра Уильяма де Феррерса и внук Уильяма де Феррерса, 5-го графа Дерби.
После смерти в 1445 году Уильяма де Феррерса, 5-го барона Феррерс из Гроуби, титул перешёл к его внучке Элизабет де Феррерс. Первым браком она была замужем за Эдвардом Греем из Ратина. 14 декабря 1446 года английский парламент утвердил за ним титул барона Феррерса из Гроуби. После смерти Эдварда Элизабет вышла замуж вторично — за сэра Джона Буршье, который владел титулом до смерти жены в 1483 году, после чего титул унаследовал Томас Грей, 1-й маркиз Дорсет, внук Элизабет и её первого мужа Эдварда Грея, сын королевы Англии Елизаветы Вудвилл. Потомки Томаса владели титулом до 1554 года, когда Генри Грей, 1-й герцог Саффолк, был казнён за участие в восстании против королевы Марии Тюдор. Его владения и титулы были конфискованы.
В 1603 году был создан титул барона Грея из Гроуби для Генри Грея, сына Джона Грея из Пирго и племянника герцога Саффолка. Его внук Генри Грей, 2-й барон Грей из Гроуби, в 1628 году получил титул 1-го графа Стэмфорда. Его потомки использовали титул барона Грея из Гроуби в качестве титула учтивости для наследников. После смерти в 1976 году бездетного Роджера Грея, 10-го графа Стэмфорда и 12-го барона Грея из Гроуби, титул окончательно исчез.

## Бароны Феррерс из Гроуби
- 1299—1325: Уильям де Феррерс (30 января 1272 — 20 марта 1325), 1-й барон Феррерс из Гроуби с 1299;
- 1325—1343: Генри де Феррерс (до 1303 — 15 сентября 1343), 2-й барон Феррерс из Гроуби с 1325, сын предыдущего;
- 1343—1371: Уильям де Феррерс (28 февраля 1333 — 7 января 1371), 3-й барон Феррерс из Гроуби с 1343, сын предыдущего;
- 1371—1388: Генри де Феррерс (16 февраля 1356 — 3 февраля 1388), 4-й барон Феррерс из Гроуби с 1371, сын предыдущего;
- 1388—1445: Уильям де Феррерс (ум. 1445), 5-й барон Феррерс из Гроуби с 1388, сын предыдущего;
- 1445—1483: Элизабет де Феррерс (ок. 1419 — ок. 23 января 1483), 6-я баронесса Феррерс из Гроуби с 1445, внучка предыдущего;
  - 1446—1457: Эдвард Грей из Ратина (ок. 1415 — 18 декабря 1457), барон Феррерс из Гроуби с 1446, 6-й барон Эстли;
  - 1462—1483 Джон Буршье (ум. 1495), барон Феррерс из Гроуби в 1462—1483;
- 1483—1501: Томас Грей (1451 — 20 сентября 1501), 1-й маркиз Дорсет с 1475, 1-й граф Хантингдон 1471—1475, 7-й барон Феррерс из Гроуби с 1483, 8-й барон Эстли с 1461, 7-й барон Херрингтон и 2-й барон Бонвилл (по праву жены) с 1474, внук Эдварда Грея и Элизабет де Феррерс;
- 1501—1530: Томас Грей (22 июня 1477 — 22 июня 1530), 2-й маркиз Дорсет, 8-й барон Феррерс из Гроуби и 9-й барон Эстли с 1501, 8-й барон Херрингтон и 3-й барон Бонвилл с 1529, сын предыдущего;
- 1530—1554: Генри Грей (17 января 1517 — 23 февраля 1554), 3-й маркиз Дорсет, 9-й барон Феррерс из Гроуби, 10-й барон Эстли, 9-й барон Херрингтон и 4-й барон Бонвилл с 1530, 1-й герцог Саффолк с 1551, сын предыдущего.

## Бароны Грей из Гроуби
- 1603—1614: Генри Грей из Пирго (ок. 1547 — 26 июля 1614), 1-й барон Грей из Гроуби с 1603, внук Томаса Грея, 2-го маркиза Дорсета;
- 1614—1673: Генри Грей (1599 — 26 июля 1614), 2-й барон Грей из Гроуби с 1603, 1-й граф Стэмфорд с 1628, внук предыдущего;
  - Томас Грей (1623 — до 8 мая 1657), лорд Грей из Гроуби, сын предыдущего;
- 1673—1720: Томас Грей (1654 — 31 января 1720), 2-й граф Стэмфорд и 3-й барон Грей из Гроуби с 1673, сын предыдущего;
- 1720—1739: Генри Грей (10 июня 1685 — 16 ноября 1739), 3-й граф Стэмфорд и 4-й барон Грей из Гроуби с 1720, внук Генри Грея, 1-го графа Стэмфорда;
- 1739—1768: Гарри Грей (18 июня 1715 — 24 июня 1768), 4-й граф Стэмфорд и 5-й барон Грей из Гроуби с 1739, сын предыдущего;
- 1768—1819: Джордж Гарри Грей (1 октября 1737 — 28 мая 1819), 5-й граф Стэмфорд и 6-й барон Грей из Гроуби с 1768, 1-й граф Уоррингтон с 1796, сын предыдущего;
- 1819—1833: Джордж Гарри Грей (31 октября 1765 — 26 апреля 1845), 6-й граф Стэмфорд, 2-й граф Уоррингтон и 7-й барон Грей из Гроуби с 1819, сын предыдущего;
- 1833—1835: Джордж Гарри Грей (5 апреля 1802 — 24 октября 1835), 8-й барон Грей из Гроуби с 1833, сын предыдущего;
- 1835—1883: Джордж Гарри Грей (7 января 1827 — 2 января 1883), 7-й граф Стэмфорд, 3-й граф Уоррингтон и 9-й барон Грей из Гроуби с 1845, сын предыдущего;
- 1883—1890: Гарри Грей (26 февраля 1812 — 19 июня 1890), 8-й граф Стэмфорд, 10-й барон Грей из Гроуби с 1883, троюродный брат предыдущего, правнук Гарри Грея, 4-го графа Стэмфорда;
- 1890—1910: Уильям Грей (18 апреля 1850 – 24 мая 1910), 9-й граф Стэмфорд, 11-й барон Грей из Гроуби с 1890, двоюродный брат предыдущего;
- 1910—1976: Роджер Грей (27 октября 1896 – 18 августа 1976), 10-й граф Стэмфорд, 12-й барон Грей из Гроуби с 1910, сын предыдущего.